# Cryptomys mechowi
Espèce
Statut de conservation UICN

 LC  : Préoccupation mineure
Cryptomys mechowi est une espèce de mammifères rongeurs de la famille des Bathyergidae. Ce rat-taupe vit dans des souterrains, en Angola, en République démocratique du Congo (sur les plateaux Batéké) et en Zambie.
Il est très apprécié pour sa chair, ce qui contribue à la mise en danger de l'espèce. Des études d'élevage en captivité ont été menées au laboratoire du département de biologie de l’université de Kinshasa avec un succès relatif qui permettrait à terme de pouvoir pérenniser l'espèce tout en permettant aux populations locales de conserver une source de protéines non négligeable.
L'espèce a été décrite pour la première fois en 1881 par le zoologiste allemand Wilhelm Peters (1815-1883).

## Liste des sous-espèces
Selon Mammal Species of the World (version 3, 2005)  (13 déc. 2012) :
- sous-espèce Cryptomys mechowi mechowi - localement appelé Petit Rat-taupe solitaire de même que l'espèce proche Cryptomys amatus[3].
- sous-espèce Cryptomys mechowi mellandi